# Бюльбюль темноголовий
Бюльбю́ль темноголовий (Pycnonotus barbatus) — вид горобцеподібних птахів родини бюльбюлевих (Pycnonotidae). Мешкає в Північній, Західній і Центральній Африці. Є національним птахом Ліберії.

## Опис

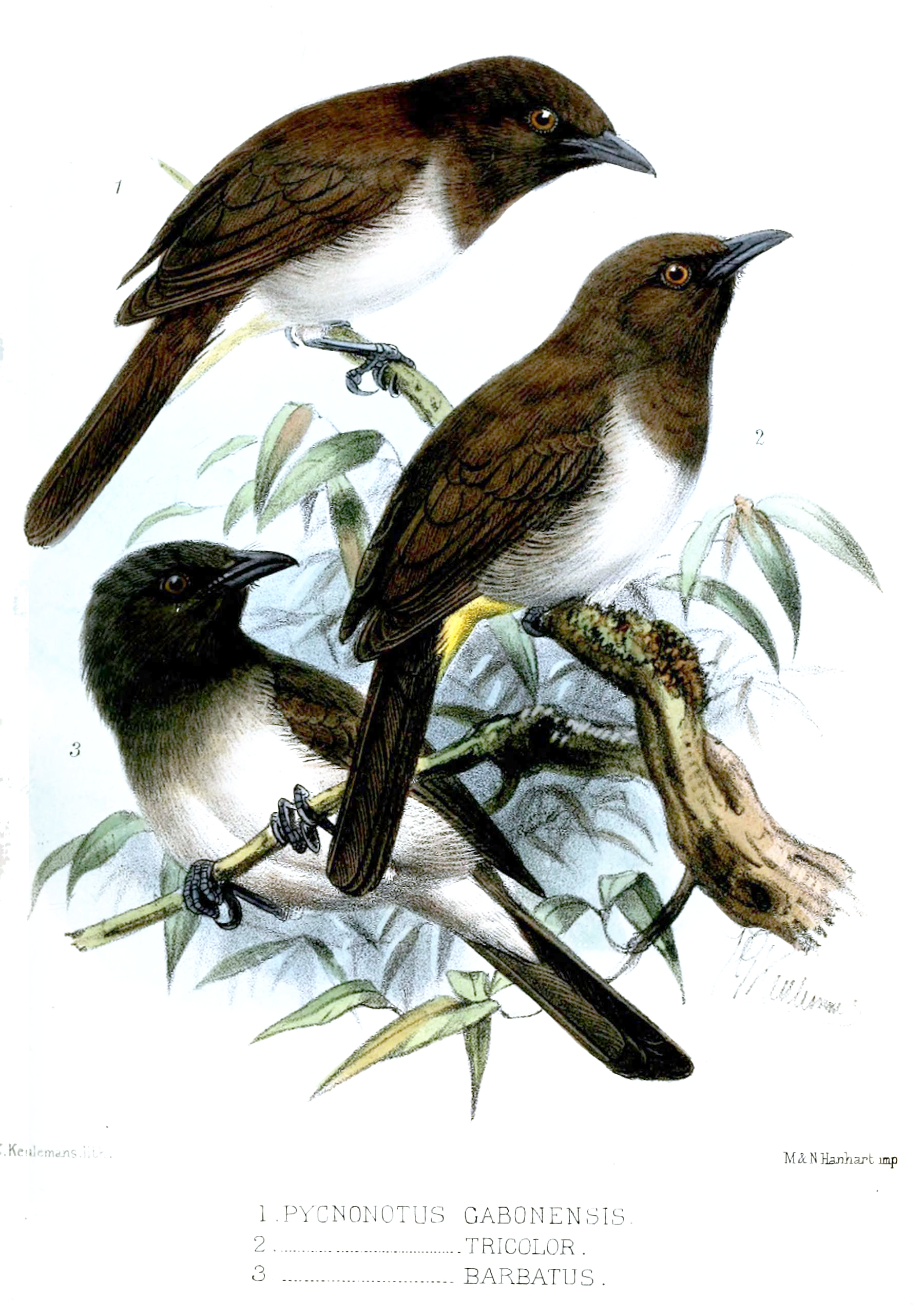
Два представники підвидів темноголового бюльбюля (1,3) і триколірний бюльбюль (2)

Довжина птаха становить 18-19 см, розмах крил 26,5–30,5 см, вага 25,5–40 г. Виду не притаманний статевий диморфізм. Забарвлення переважно сірувато-коричневе, живіт дещо світліший, голова темна-коричнева. Хвіст відносно довгий, дзьоб короткий і тонкий, злегка вигнутий. Очі темно-карі, дзьоб і лапи чорні. Навколо очей темна пляма, не завжди помітна.

## Підвиди
Виділяють п'ять підвидів:

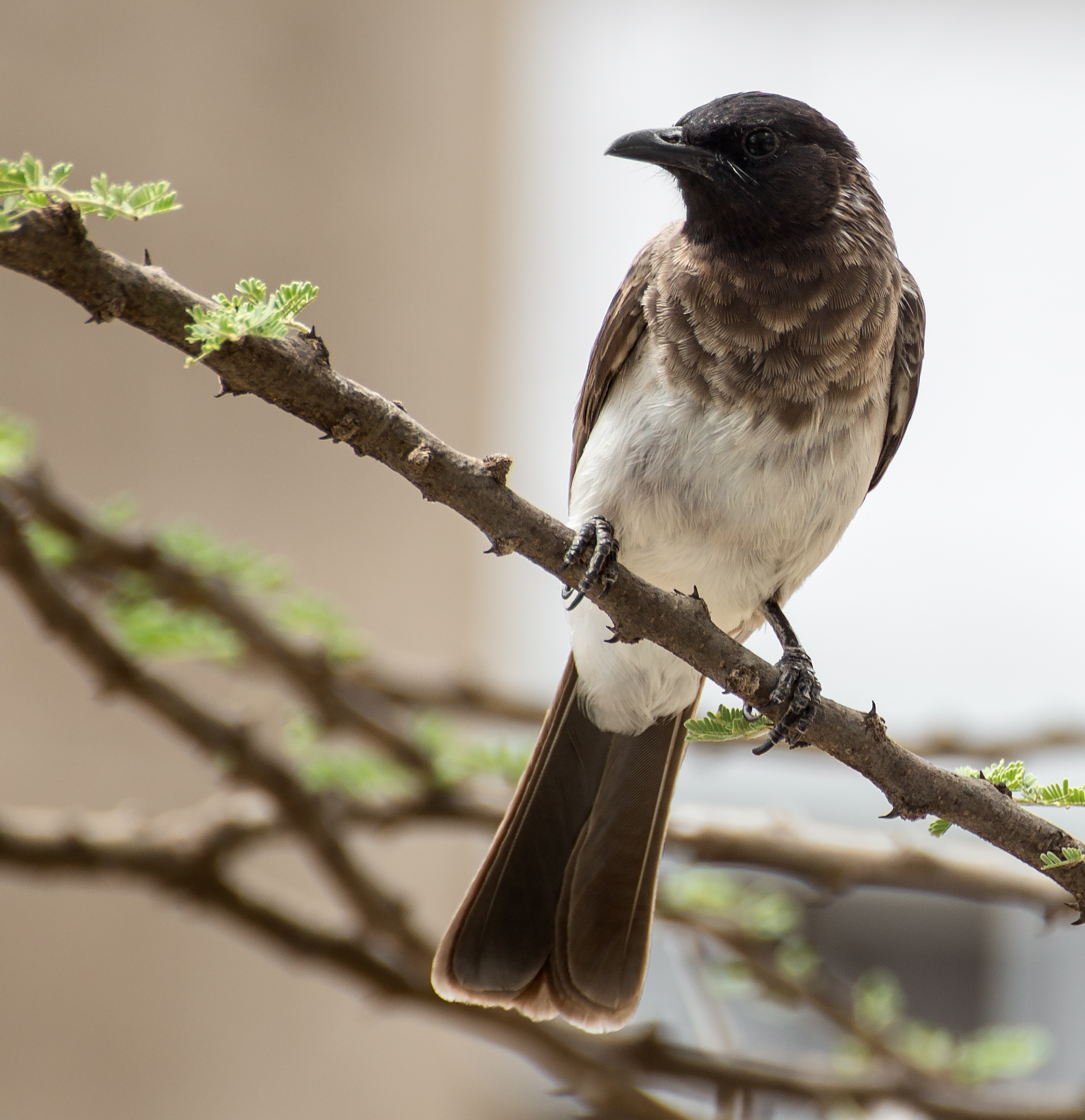
Темноголовий бюльбюль (підвид P. b. schoanus

- P. b. barbatus (Desfontaines, 1789) — Марокко, північ Алжиру і Тунісу;
- P. b. inornatus (Fraser, 1843) — від Мавританії і Сенегалу до західного Чаду і північного Камеруну;
- P. b. gabonensis Sharpe, 1871 — від центральної Нігерії і центрального Камеруну до Габону і півдня Республіки Конго;
- P. b. arsinoe (Lichtenstein, MHK, 1823) — східний Чад, південний Судан, північ Південного Судану і долина Нілу в Єгипті;
- P. b. schoanus Neumann, 1905 — південний схід Південного Судану, Ефіопія і Еритрея.

Саванові, сомалійські і триколірні бюльбюлі раніше вважалися конспецифічними з темноголовим бюльбюлем, однак Міжнародна спілка орнітологів визнала їх окремими видами у 2017 році.

## Поширення і екологія
Темноголові бюльбюлі поширені в Північній, Західній і Центральній Африці. Були зафіксовані випадки гніздування на півдні Іспанії, в муніципалітеті Таріфа. Темноголові бюльбюлі живуть в різноманітних природних середовищах, зокрема в лісах, на узліссях, в чагарникових і прибережних заростях, на полях і плантаціях, в саванах і напівпустелях, парках і садах.

## Поведінка
Темноголові бюльбюлі зустрічаються парами і невеликими зграйками. Вони живляться плодами, нектаром і комахами. Сезон розмноження триває з вересня по грудень. Гніздо чашоподібне, розміщується в густій рослинності на деревах або в чагарниках. В кладці 2-3 яйця. Темноголові бюльбюлі іноді стають жертвами гніздового паразитизму строкатих зозуль. Інкубаційний період триває 12-14 днів.